# إيفان مارشال (وكيل أدبي)
إيفان مارشال (بالإنجليزية: Evan Marshall)‏ (5 يونيو 1956)؛ وكيل أدبي، مُحرِّر، ناشر وروائي أمريكي.